# هاپودانداولا
هاپودانداولا (به لاتین: Hapudandawela) یک منطقهٔ مسکونی در سری‌لانکا است که در استان مرکزی (سری‌لانکا) واقع شده‌است.